# Suchsdorfer SV
Der Suchsdorfer SV (offiziell Suchsdorfer Sportverein von 1921 e. V., kurz SSV) ist ein Sportverein aus dem Kieler Stadtteil Suchsdorf.

## Vereinsstruktur

### Abteilungen
Der Suchsdorfer SV besitzt aktuell zehn Abteilungen, in denen organisiert Sport betrieben wird (Stand Februar 2018):
- Badminton
- Fußball (ca. 390 Mitglieder)
- Handball
- Tischtennis (ca. 40 Mitglieder)
- Herzsportgruppe
- Kampfsport
- Nordic Walking
- Tanzen
- Tennis (ca. 330 Mitglieder[5])
- Turnen (ca. 300 Mitglieder[6])
- Volleyball

Die Fußballabteilung verfügt über drei Herrenmannschaften (1. Mannschaft: Kreisliga; 2. Mannschaft: Kreisklasse A), eine Altherrenmannschaft sowie zwölf Juniorenmannschaften. Die Handballabteilung besteht aus je drei Damen- (1. Mannschaft: Landesliga) und Herrenmannschaften (1. Mannschaft: Kreisoberliga) sowie zehn Jugendmannschaften. Die Tennisabteilung betreibt fünf Damenmannschaften, acht Herrenmannschaften (1. Mannschaft: 2. Bundesliga) sowie sieben Jugendmannschaften. Die Turnabteilung besitzt drei Leistungsgruppen sowie acht weitere Gruppen. Im Volleyball sind zwei Hobby-Mixed-Mannschaften aktiv.

### Vereinsgelände
Der Großteil des Vereinsgeländes befindet sich im nordöstlichen Teil Suchsdorfs am Alten Steenbeker Weg. Dort befinden sich zwei Sportplätze mit Naturrasen für die Fußballabteilung, an die sich das Sportheim anschließt. Es verfügt über Umkleideräume und eine Sauna sowie ein Vereinslokal, in dem die „Gaststätte im Sportheim“ betrieben wird. Direkt daneben befindet sich die Tennisanlage des Vereins, die aus acht Freiluft-Tennisplätzen sowie einer großen Tennishalle inklusive Umkleideräumen besteht. Im Zentrum Suchsdorfs, am Alten Nienbrügger Weg, befinden sich an der Grundschule Suchsdorf eine kleine Sporthalle und ein Sportplatz mit Grandbelag. Etwas südwestlich der Grundschule, am Nienbrügger Weg, befindet sich eine große Sporthalle inklusive kleiner Tribüne. Von den Sportanlagen befinden sich das Sportheim und das Tennisgelände im Besitz des Vereins, die übrigen sind Eigentum der Stadt Kiel. Zudem besitzen die verschiedenen Abteilungen Hallenzeiten in weiteren Sportstätten der Stadt Kiel.
Verkehrlich angebunden sind die Sportstätten großräumig über die Abfahrt Suchsdorf der Bundesstraße 76, von der Kieler Innenstadt aus über die Eckernförder Straße oder über den Kieler Stadtbusverkehr der KVG mit den Linien 22, 42, 61 und 81 (Haltestellen Nienbrügger Weg und Möllenholt). Zudem ist der Bahnhof Suchsdorf an der Strecke Kiel–Flensburg fußläufig oder über wenige Busstationen zu erreichen.

## Geschichte
| Name                   | Zeitraum  |
| ---------------------- | --------- |
| Otto Reimer            | 1921–1922 |
| Heinrich Schlotfeldt   | 1922–1934 |
| Heinrich Kerber        | 1948      |
| Herbert Steffen        | 1948–1965 |
| Henning Siegemund      | 1965–1976 |
| Karl-Heinz Stoltenberg | 1976–2001 |
| Hans Arnold            | 2001–2007 |
| Wolfgang Jessen        | 2007–2009 |
| Gerd Zimmermann        | 2009–2015 |
| Karl-Heinz Stoltenberg | 2015–2019 |
| Kevin Mayer            | 2019–     |

Der Suchsdorfer SV mit den Vereinsfarben Blau und Weiß wurde in Suchsdorf am 31. Mai 1921 von neun Männern gegründet, von denen zwei die ersten beiden Präsidenten wurden. Von der Gründung bis zu den Vorjahren des Zweiten Weltkriegs waren Fußball (regelmäßiger Spielbetrieb ab 1922), Leichtathletik, Tischtennis und Turnen die bestimmenden Sportarten. Nach einer Unterbrechung von 1934 bis 1948 wurde das Vereinsleben mit Fußball, Tischtennis und Turnen wieder aufgenommen, jedoch wurde bis 1965 nicht auf den eigenen Sportplätzen trainiert. Nach der Eingemeindung Suchsdorfs 1958 in die Stadt Kiel konnte das Problem nach sieben Jahren gelöst werden, als an der Grundschule Suchsdorf der Grandplatz fertiggestellt wurde. Drei Jahre später folgte eine kleine Sporthalle, wodurch neben Tischtennis und Turnen auch Handball und Volleyball betrieben werden konnten. Von 1974 bis 1975 folgte der Bau des vereinseigenen Sportheims am Alten Steenbeker Weg mit Parkplätzen sowie 1976 die Eröffnung der Tennisanlage und des Fußballgeländes, das mit einer Partie gegen den VfR Neumünster eröffnet wurde. Aufgrund der neuen Anlagen im Nordosten Suchsdorfs erhielt der Verein einen großen Mitgliederzuwachs, der zu einem Aufschwung für die folgenden Jahre führte.
2001 wurde die große Sporthalle am Nienbrügger Weg fertiggestellt, wodurch die Abteilungen Badminton und Basketball im Verein neu entstanden. Der größte sportliche Erfolg des Vereins war 2015 der Aufstieg der 1. Herren-Tennismannschaft in die 2. Bundesliga, in der die Mannschaft seitdem aktiv ist.

## Entwicklung der Sportabteilungen

### Fußball
Die erste Fußballmannschaft der Männer spielte bis 1977 und von 1989 bis 1991 in der Bezirksliga. Von 1991 bis 2008 war sie in der Landesliga bzw. nach der Klassenneuordnung 1999 in der Bezirksoberliga, im Folgejahr 2008/09 in der Verbandsliga Nord-Ost des Schleswig-Holsteinischen Fußballverbandes (SHFV) aktiv. Nach drei Jahren in der Kreisliga gelang 2012 über eine Aufstiegsrunde der Wiederaufstieg in die Verbandsliga Nord-Ost. Nach zwei Jahren stieg die Mannschaft wieder in die Kreisliga ab, in der sie seitdem spielt.

### Tennis
Nachdem 2014 der Aufstieg in die Regionalliga Nord-Ost gelungen war, gelang der 1. Herren-Tennismannschaft 2015 durch einen 7:2-Auswärtssieg beim Aufstiegsfavoriten Club zur Vahr Bremen die Meisterschaft in der Regionalliga Nord-Ost und der damit verbundene Aufstieg in die 2. Tennis-Bundesliga. Seit 2016 spielt die 1. Herrenmannschaft in der 2. Bundesliga und erreichte in der Saison 2017 den dritten Tabellenplatz.
In den Winterspielzeiten ist die Mannschaft seit der Spielzeit 2011/12 Bestandteil der höchsten deutschen Spielklasse im Hallentennis, der Regional- und Nordliga. In der Saison 2012/13 wurde die Mannschaft erstmals Deutscher Hallentennismeister für die Region Nord-Ost. In der Spielzeit 2017/18 wurde die Mannschaft erneut Deutscher Hallenmeister.

### Volleyball
Die Männer-Volleyballmannschaft gehörte seit Ende der 1970er Jahre zu den führenden Mannschaften Schleswig-Holsteins und spielte von 1985 bis 1994 in der Regionalliga Nord. Heute gibt es eine Damenmannschaft im Aufbau und zwei Hobby-Mixed-Mannschaften.

## Persönlichkeiten
- Olaf Becker (* 1959), Volleyballspieler, war von 1975 bis 1977 für den Suchsdorfer SV aktiv
- Patrik Borger (* 1979), Fußballspieler, war als Jugendspieler für den Suchsdorfer SV aktiv
- Felix Möller (* 1966), Fußballspieler, der in der Jugend des Suchsdorfer SV ausgebildet wurde
- Christoph Semmler (* 1980), Fußballspieler, war als Jugendspieler für den Suchsdorfer SV aktiv
- Gerd Zimmermann (* 1951), früherer Bundesliga-Schiedsrichter und Vereinsvorsitzender

## Galerie

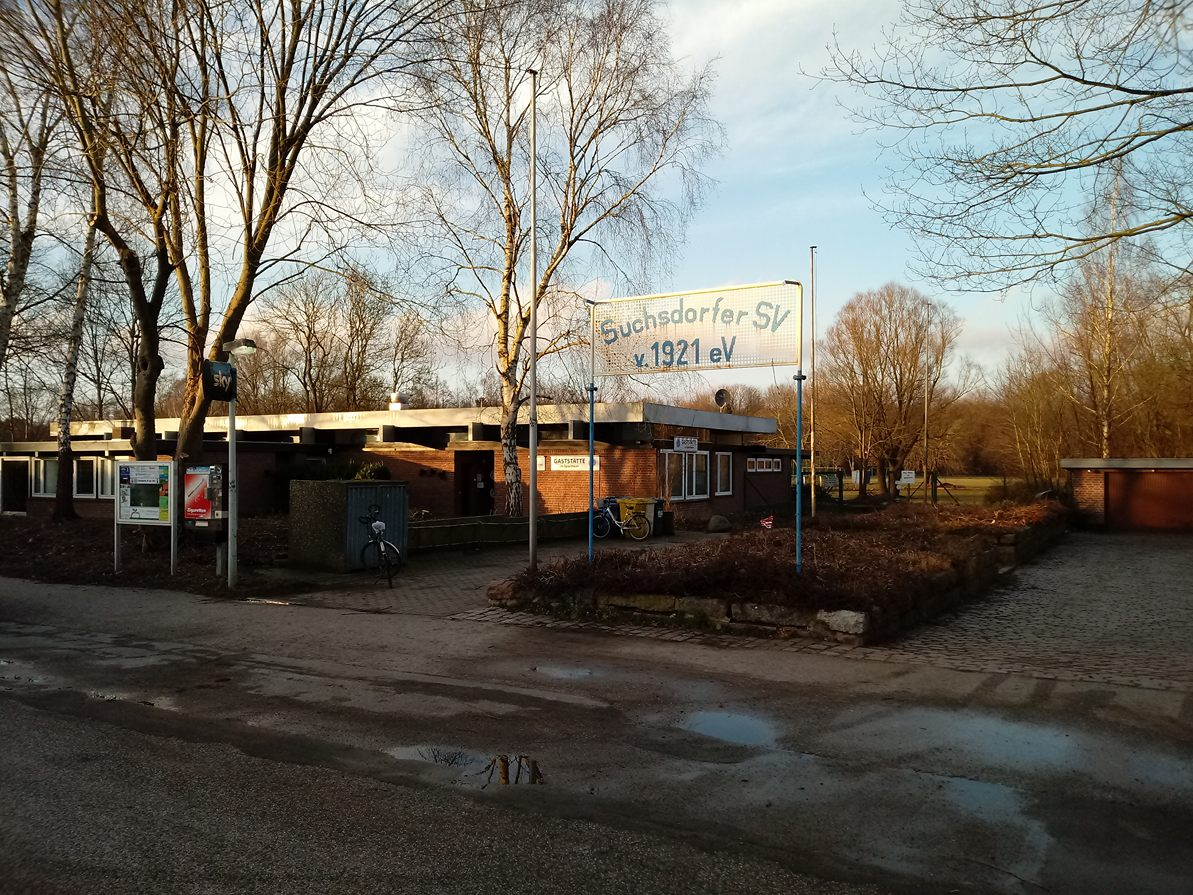
Sportheim mit Geschäftsstelle (2018)
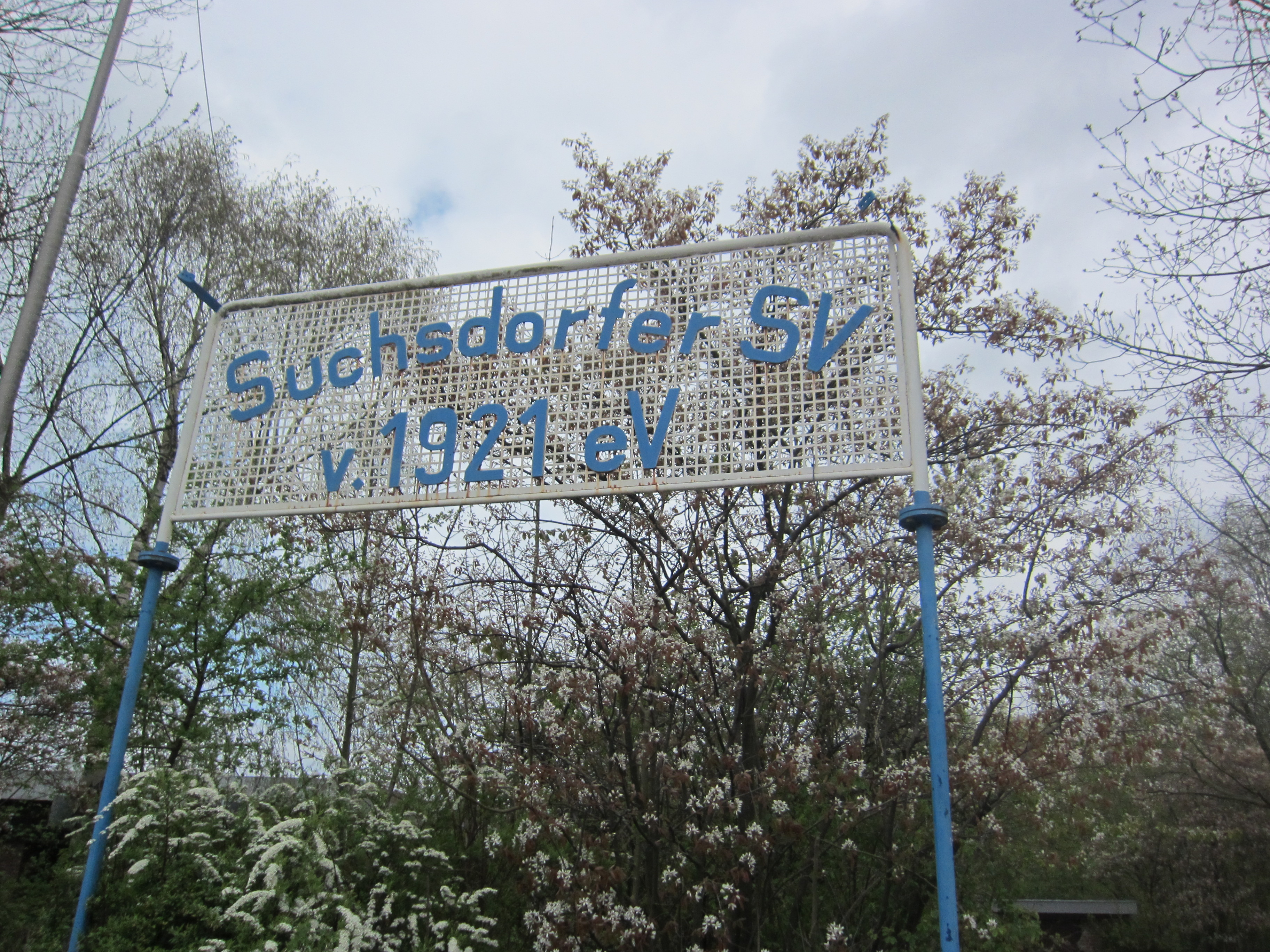
Schild zum Parkplatz am Sportheim (2012)
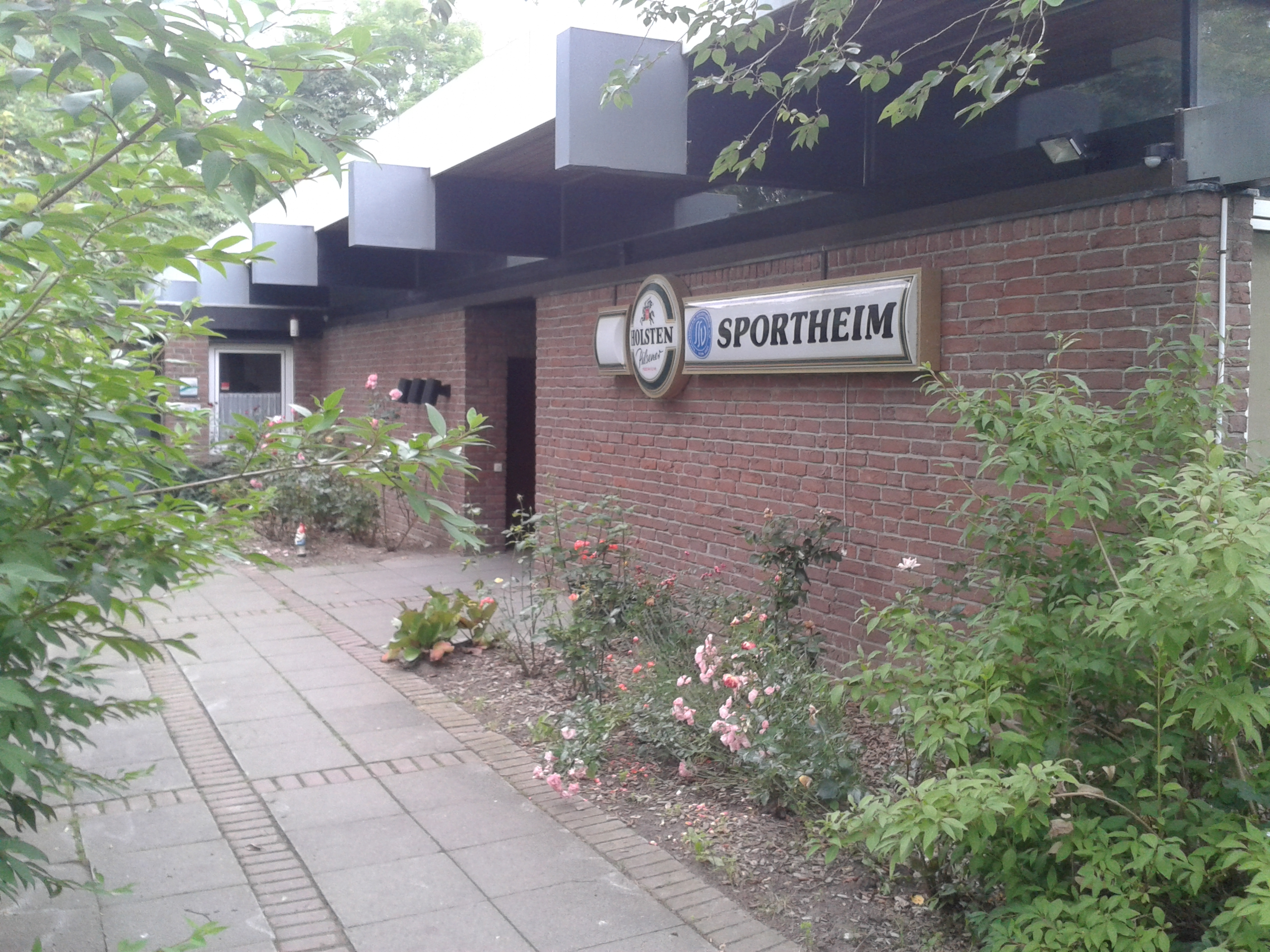
Sportheim mit Gastronomie (2014)
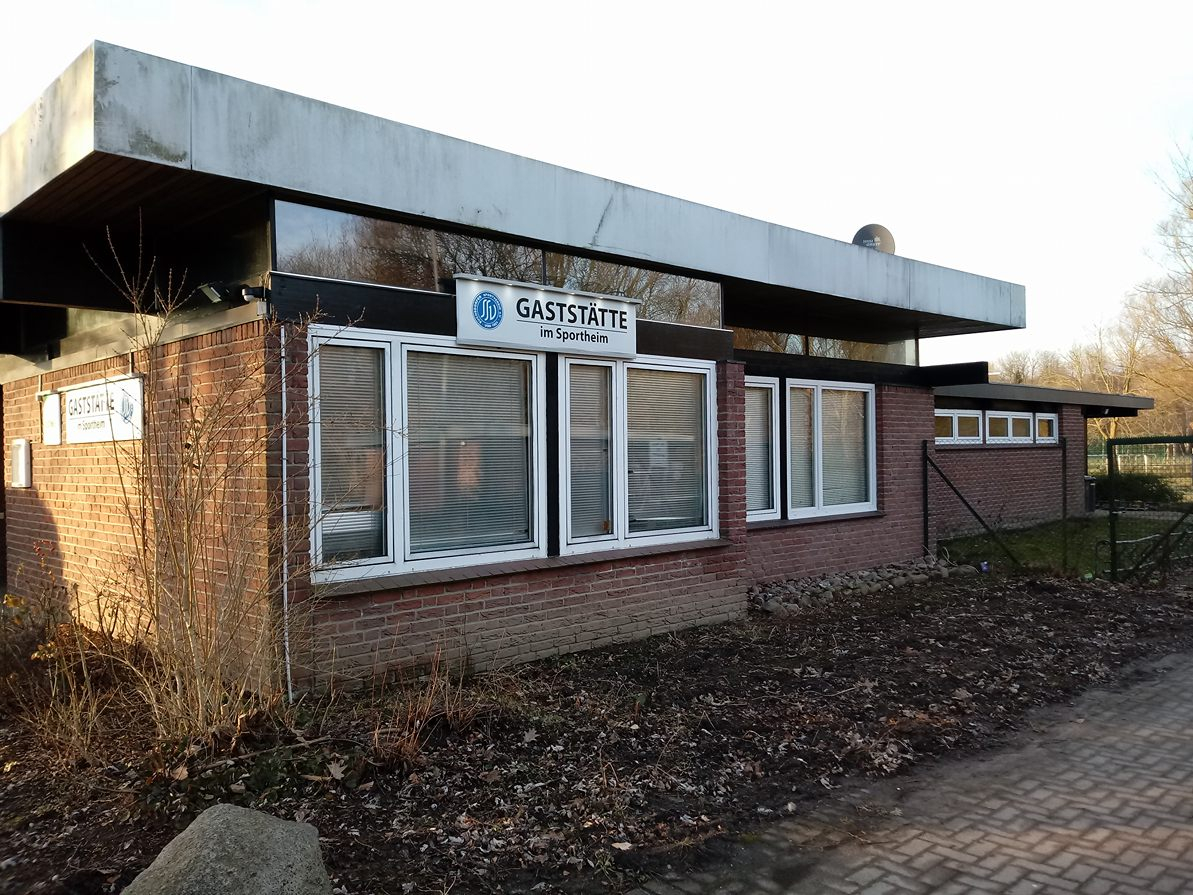
Sportheim mit Gastronomie (2018)
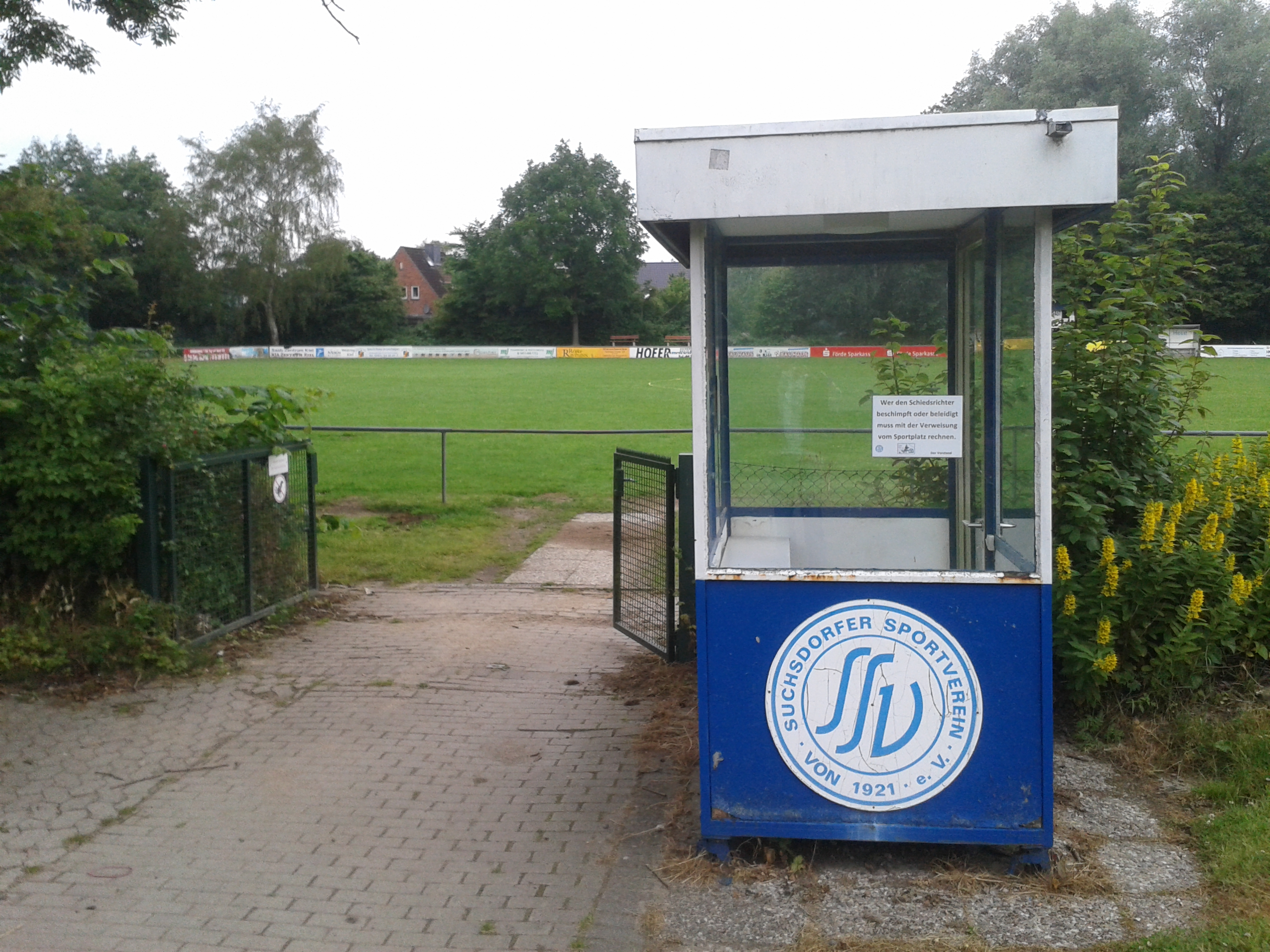
Kassenhäuschen am Hauptplatz (2014)
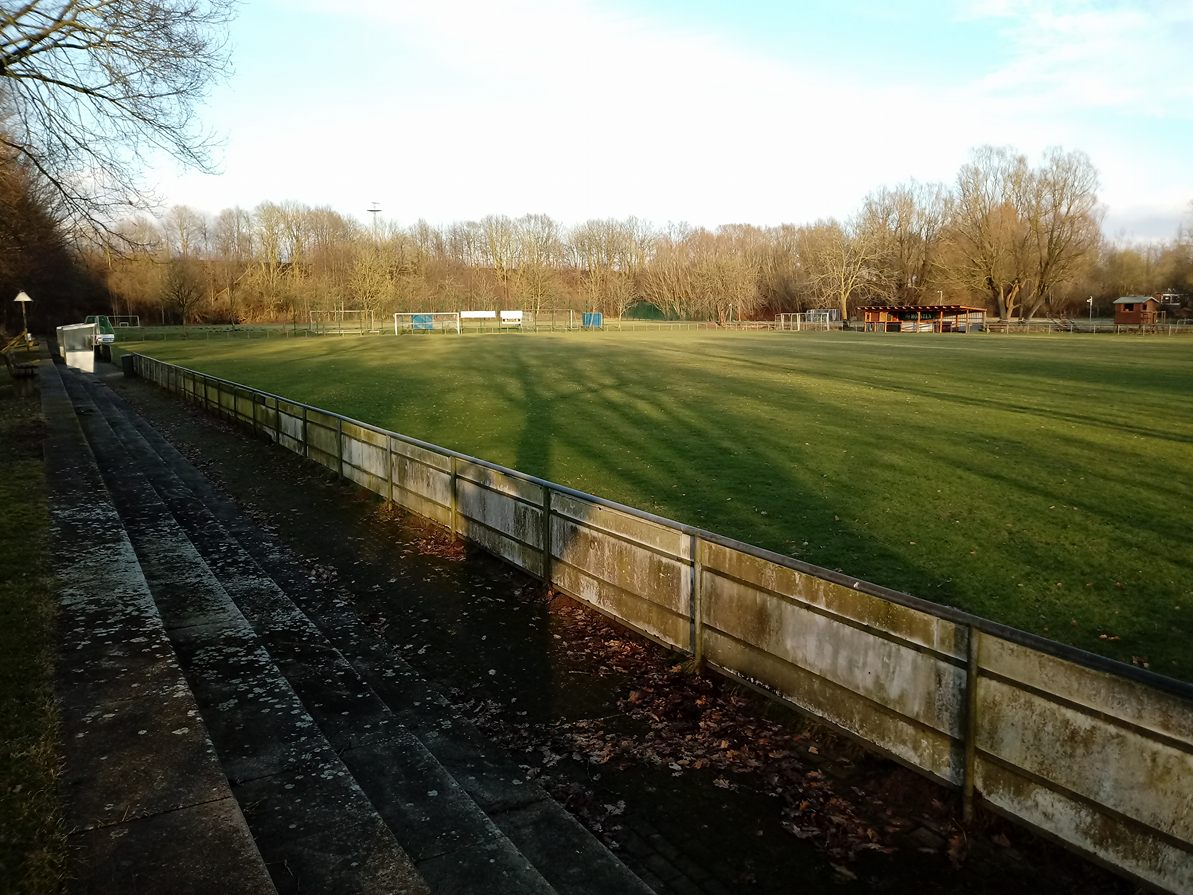
Hauptplatz (2018)
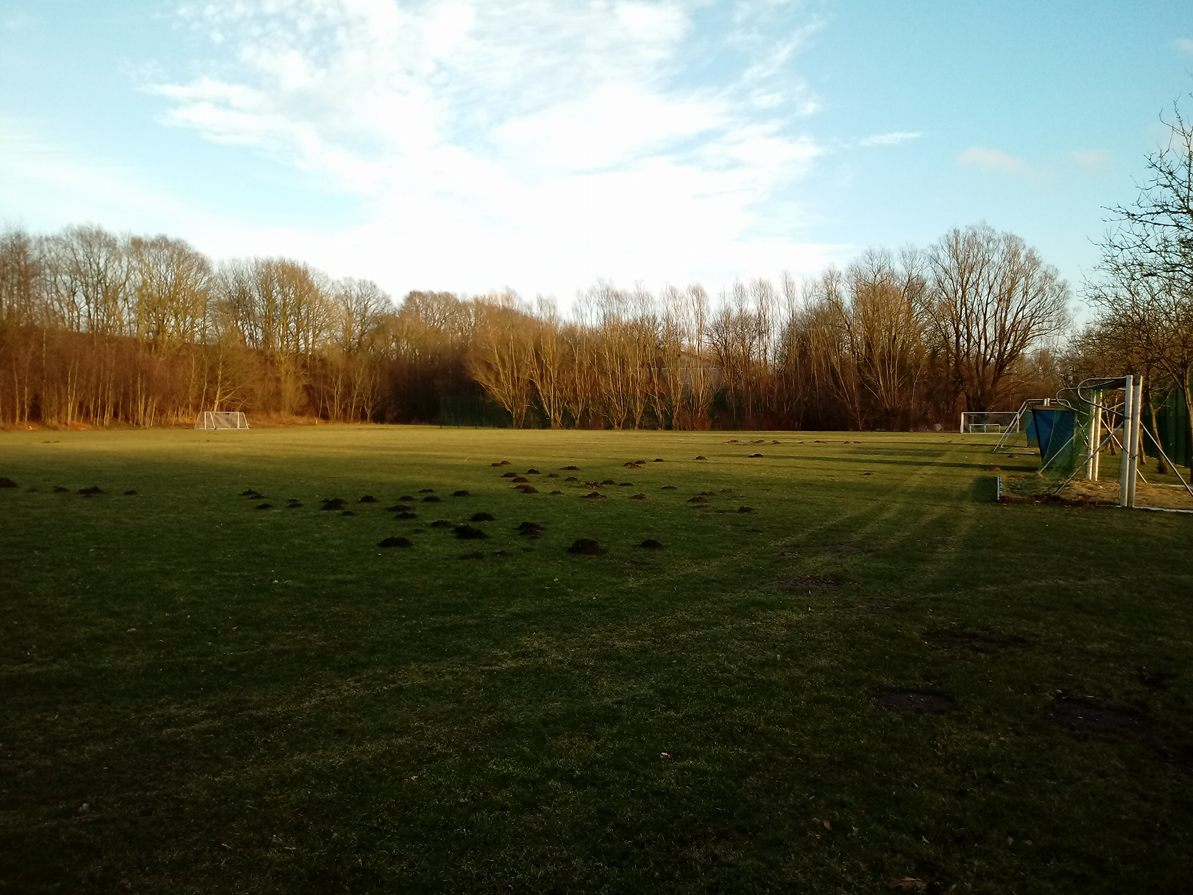
Nebenplatz (2018)
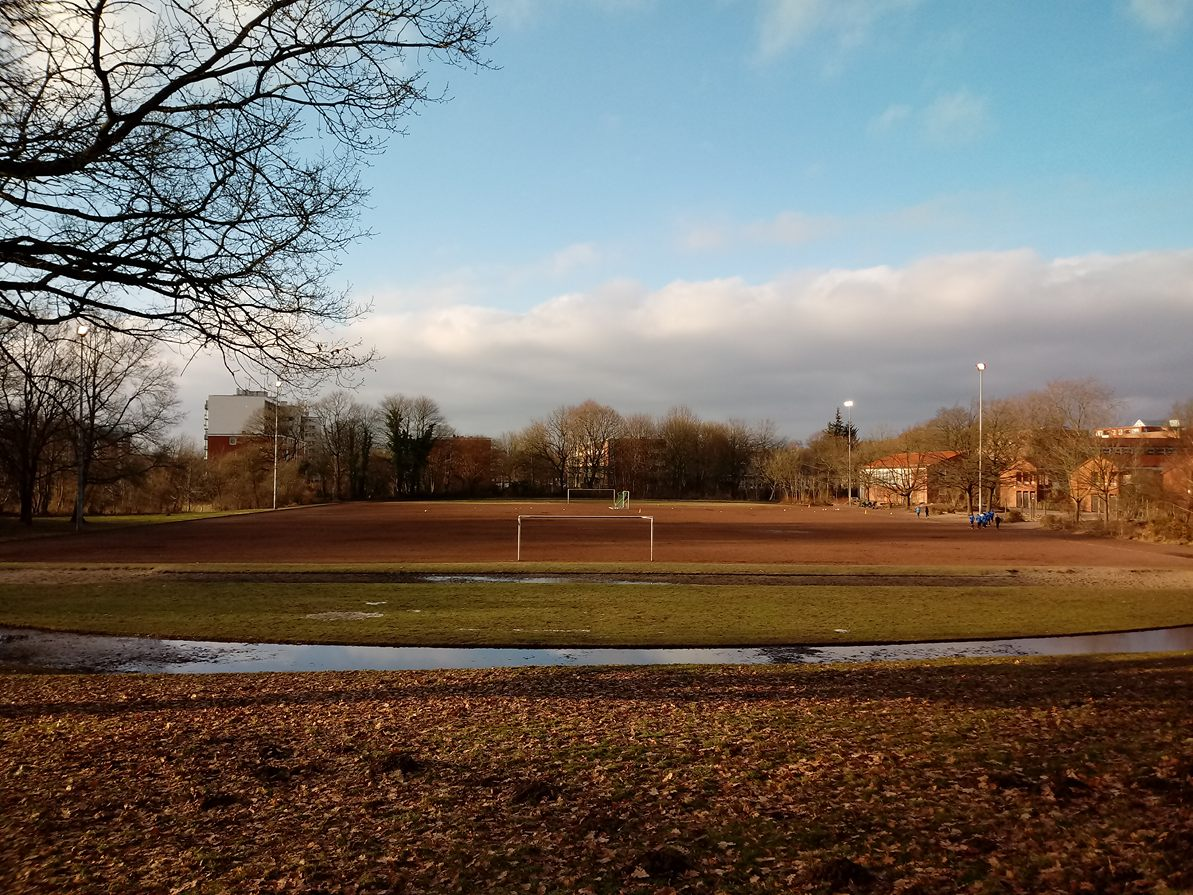
Grandplatz mit kleiner Sporthalle (2018)
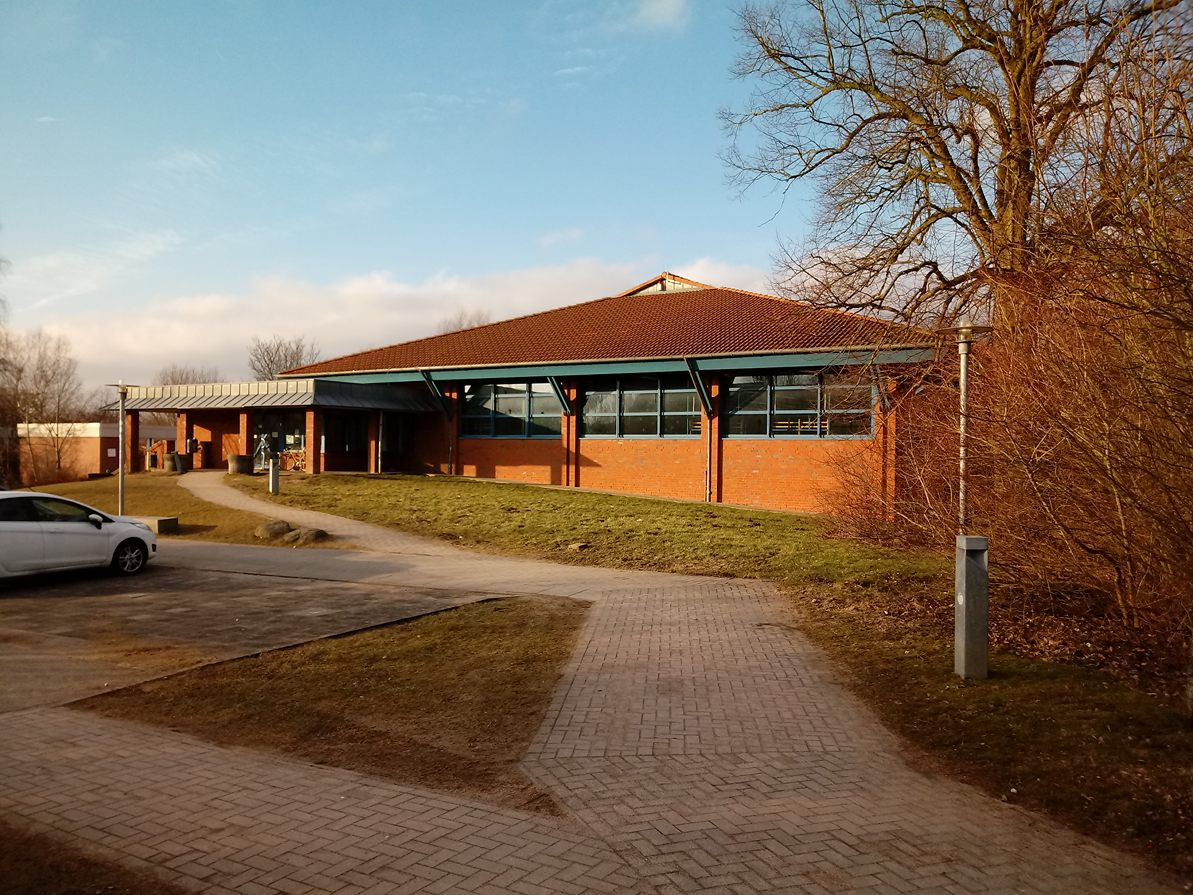
Große Sporthalle (2018)
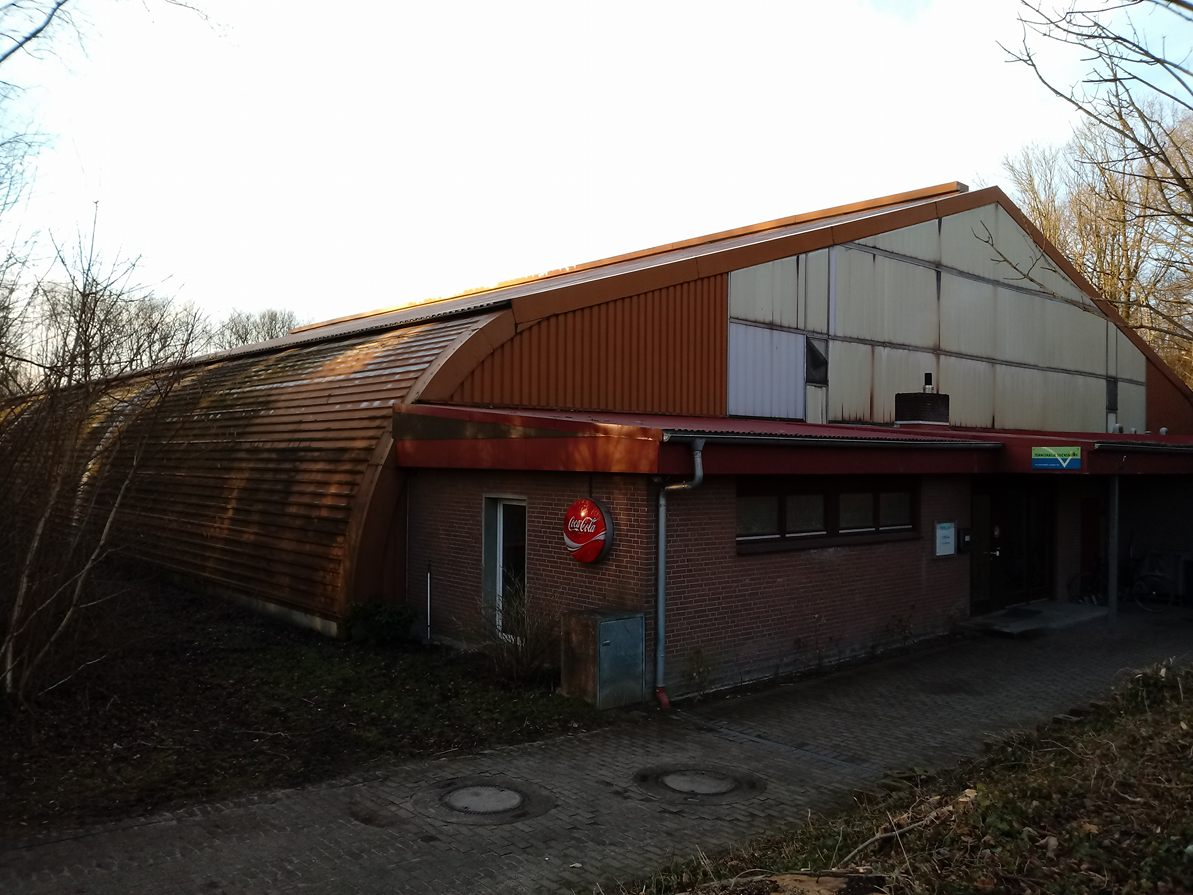
Tennishalle (2018)
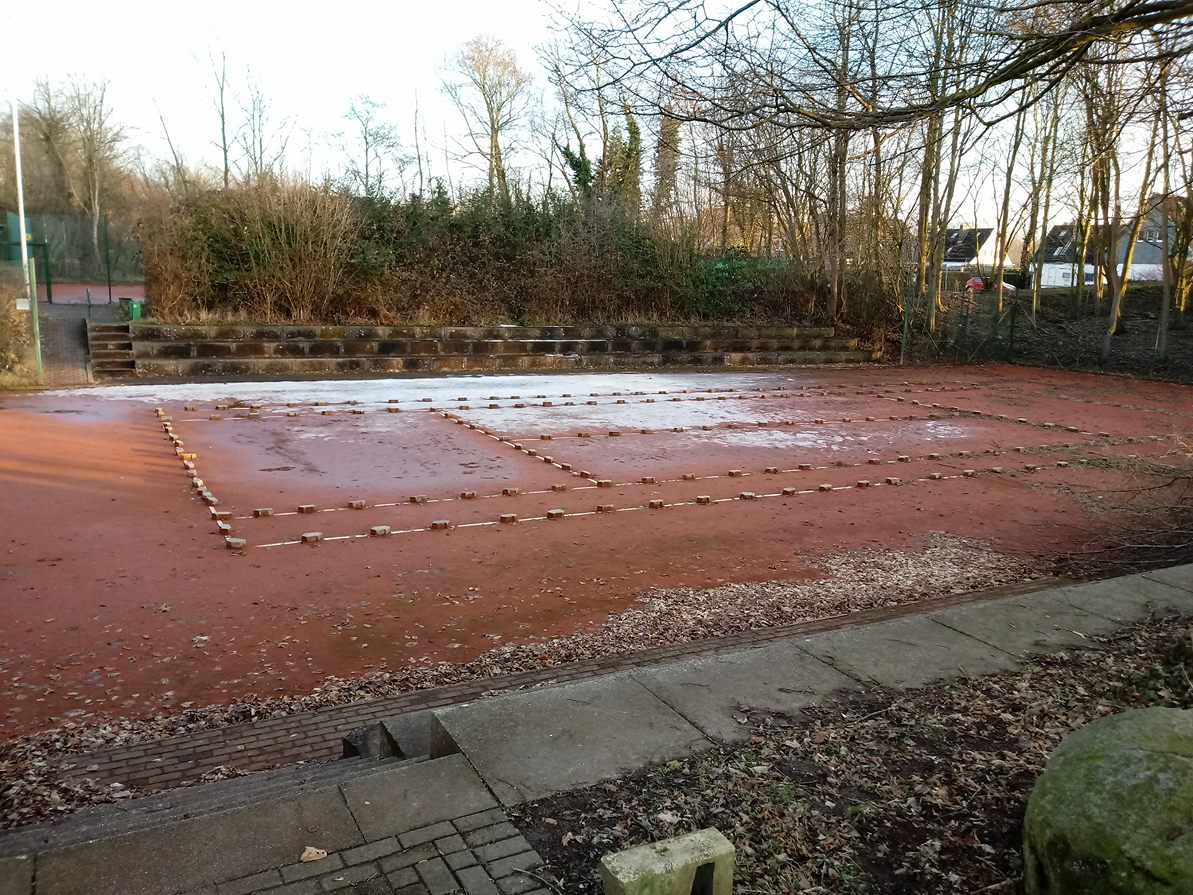
Tennisplatz während der Wintersaison (2018)